# Луизе Кригер
Луизе Кригер (Кота Дрезден, 11. јануар 1915 — Дрезден, 13. јул 2001) била је Немачка атлетичарка специјалиста за бацање копља. Припадала је самом светском врху копљашица тридесетих година прошлог века.
Највећи успеси били су сребрна медаља на Олимпијским играма 1936. у Берлину (43,29 м) и трећа места на Светским женским играма 1930. (40,10 м) и на Европском првенству 1938. у Бечу (42,49 м).
До краја Другог светског рата освојла је титуле на првенству Немачке у бацању копља 1934; у петобоју 1941-42; у штафети1936; и екипној конкуренцији у 1935-36. После рата такмичила се за Источну Немачку две титуле првакау бацању копља 1948 и 49, када је и завршила такмичарску каријеру.
Током 1950-их је професор физичког на Техничком универзитету у Дрездену. Открила је и тренирала будућу светску рекордерку у скоку удаљ 	Хилдрун Клаус, вишеструку првакињу и рекордерку Источне Немачке.